# Jiří Hanibal
Jiří Hanibal (18. února 1929 Tábor – 22. srpna 2024 Praha) byl český spisovatel, scenárista a režisér.

## Život
Své dětství a mládí strávil v rodném Táboře, zde také v roce 1948 odmaturoval. V letech 1948–1953 studoval na pražské FAMU. V československém filmu začínal nejprve jakožto asistent režie a pomocný režisér s Vojtěchem Jasným, Karlem Kachyňou, Zbyňkem Brynychem a Martinem Fričem. Do roku 1959 působil také jako odborný asistent na FAMU, poté pracoval až do roku 1991, kdy odešel do důchodu, ve filmovém studiu Barrandov. Posléze působil coby literát na volné noze.

## Dílo

### Knihy
- 1975 Když pláče les – novela
- 1978 Narozeniny – novela
- 1987 Podivný rok ve městě T. – román
- 1988 Návštěva – román
- 2001 Balada o dívce a potulném muzikantovi – novela
- 2002 Život samá serpentýna – román
- 2003 Blýskání na lepší časy – román
- 2003 Konec časů medových – román
- 2005 Život s chutí cyankáli
- 2006 S pečetí viny
- 2007 Úděl královský – román o Václavu II (ISBN 978-80-242-1864-9)
- 2007 Čáry života – román (ISBN 978-80-7244-221-8)
- 2008 Velmož tří králů – historický román (ISBN 978-80-242-2081-9)
- 2011 Král a císař – historický román (ISBN 978-80-242-2964-5)

### Režie
- 1989 Útěk s Cézarem
- 1984 Láska s vůní pryskyřice
- 1983 Levé křídlo
- 1981 Neříkej mi majore!
- 1981 Víkend bez rodičů
- 1979 Čas pracuje pro vraha
- 1979 Neohlížej se, jde za námi kůň
- 1978 Leť, ptáku, leť!
- 1977 Podivný výlet
- 1976 Dobrý den, město
- 1975 Anna, sestra Jany
- 1974 Velké trápení
- 1973 Josef Suk
- 1973 Údolí krásných žab
- 1972 Dvě věci pro život
- 1971 Karlovarští poníci
- 1971 Velikonoční dovolená
- 1971 Z mého života (TV film)
- 1969 Hvězda
- 1968 Červená kůlna
- 1967 Dědeček, Kyliján a já
- 1967 Dům ztracených duší
- 1967 Malé letní blues
- 1965 Škola hříšníků
- 1964 Povídky o dětech, povídka Kapr
- 1963 Smutný půvab (TV film)
- 1962 Život bez kytary
- 1960 Všude žijí lidé, podle scénáře Věry Kalábové
- 1956 777-77
- 1956 Než loutky oživnou
- 1955 Nová směna
- 1953 Dárci života

### Scénáře
- 1989 Útěk s Cézarem
- 1984 Láska s vůní pryskyřice
- 1981 Víkend bez rodičů
- 1979 Čas pracuje pro vraha
- 1979 Neohlížej se, jde za námi kůň
- 1978 Leť, ptáku, leť!
- 1977 Podivný výlet
- 1976 Dobrý den, město
- 1974 Velké trápení
- 1973 Údolí krásných žab
- 1972 Dvě věci pro život
- 1971 Karlovarští poníci
- 1971 Velikonoční dovolená
- 1969 Hvězda
- 1968 Červená kůlna – technický scénář
- 1967 Dědeček, Kyliján a já
- 1967 Dům ztracených duší
- 1967 Malé letní blues
- 1965 Škola hříšníků
- 1963 Smutný půvab (TV film)
- 1962 Život bez kytary
- 1960 Páté oddělení
- 1955 Nová směna